# Luňák brahmínský
Luňák brahmínský nebo brahmánský (Haliastur indus) je dravý pták z čeledi jestřábovití (Accipitridae).

## Systematika
Luňáka brahmínského vědecky popsal nizozemský zoolog Pieter Boddaert roku 1783 pod binomickým jménem Falco indus. Současná systematika klasifikuje tento druh v rámci rodu Haliastur Selby, 1840, jenž zahrnuje ještě luňáka hvízdavého (Haliastur sphenurus). Na základě molekulárních a morfologických dat (anatomie syrinxu) může být rod Haliastur spřízněn s luňáky rodu Milvus v rámci jestřábovitých (Accipitridae), alternativní fylogenetické pohledy jej dávají spíše do příbuzenství orlů rodu Haliaeetus.
Luňák brahmínský je dělen do čtyř poddruhů s následujícím areálem rozšíření (areály výskytu jednotlivých poddruhů se ve styčných oblastech překrývají):
- H. i. indus (Indie včetně Cejlonu a Andaman, část Číny a pevninská jihovýchodní Asie až po Malajský poloostrov);
- H. i. intermedius (od Malajského poloostrova po Malajské souostroví, včetně Filipín a až po západní Moluky a východní Malé Sundy);
- H. i. girrenera (Moluky a východní Malé Sundy od Timoru přes Novou Guineu a přidružené ostrovy až po Austrálii);
- H. i. flavirostris (Šalomounovy ostrovy a Bismarckovo souostroví).

## Popis
Luňák brahmínský dosahuje celkové velikosti 43–51 cm. Dospělci se vyznačují typickým kontrastním opeřením, kdy se zbarvení hlavy, krku, hrudi a svrchních částí břicha a boků pohybuje v bělavých odstínech, zatímco zbytek těla je kaštanový. V tomto obecném vzoru se objevují regionální odchylky, zvláště dospělci z orientální oblasti tak mívají bílé spodní partie zdobeny tmavým pruhováním. Konce letek jsou černé, tento znak vyniká zvláště za letu. Zbarvení nedospělých ptáků je matně hnědé, se žlutohnědými skvrnami a pruhy. Starší ptáci mají světle žlutohnědou hlavu.

## Chování
Přirozenými stanovišti luňáků brahmínských jsou tropické a subtropické pobřežní habitaty, jako estuáry, mangrovníkové porosty, pláže aj. V Indii či na ostrovech Velkých Sund tito ptáci často pronikají i do vnitrozemí, kde se zdržují u řek, jezer, bažin, rýžových polí a v jiných podobných oblastech, vzácněji nicméně pronikají i na otevřené pláně či do lesů, kde není k dispozici rozsáhlejší vodní zdroj. Maximální nadmořská výška činí typicky zhruba 500 m, lokálně však luňáci mohou tolerovat i podstatně vyšší převýšení (až 3 000 metrů).
Jde o potravní oportunisty, často i mrchožrouty. Běžně je lze objevit v blízkosti přístavů, skládek odpadků či na krajích silnic, kde se živí drobnými mršinami. V Indii se někdy mohou přikrmovat i na větších uhynulých tělech, k nimž se stahují společně se supy. Lovenou kořistí se stávají především různí menší živočichové, jako korýši, obojživelníci a malí plazi, nemocní či oslabení savci a ptáci, často i hmyz. Po kořisti luňáci pátrají nízkým letem nad zemí či vodou, někdy také z okolních bidel, nebo přímo na zemi. Kořist často polapí v letu a ve vzduchu ji i sežerou. Kvůli unikajícím živočichům je přitahují požáry a část obživy si zajišťují i kleptoparazitismem.
Luňák brahmínský zastává samotářské zvyky, větší počty těchto ptáků, přesahující i 30 kusů, se však mohou jednorázově shlukovat u potravních zdrojů. Hnízdo si páry budují na vidlicích vysokých stromů ve výšce 2 až 30 (50) metrů nad zemí, v mangrovech často hnízdí jen těsně nad vodou. Vyžadují nicméně dobrý výhled do okolí. Hnízdo je tvořeno klacky a vystláno různými přírodninami či odpadky, v průběhu let jej pár rozšiřuje. Z původních asi 30 cm tak mohou hnízda postupně dosáhnout více než dvojnásobného průměru. Samice snáší 1–3 (4) vejce, inkubace trvá až 35 dní, mláďata se opeří za max. 56 dní, ačkoli ještě několik dalších měsíců vyžadují rodičovskou péči. Z hnízda obyčejně vylétne pouze jediné mládě ze snůšky, není to však povinností. Doba hnízdění závisí na oblasti výskytu, v Indii tak trvá od prosince do června, na Jávě a Sulawesi většinou od května do října, nebo celoročně, v severní Austrálii od dubna do října.

## Ohrožení
Mezinárodní svaz ochrany přírody (IUCN) pokládá luňáka brahmínského za málo dotčený druh s početnou celkovou populací (> 100 000 jedinců). Především v jihovýchodní Asii však populace vlivem různých ohrožujících faktorů vykazují klesající trend.

## Galerie

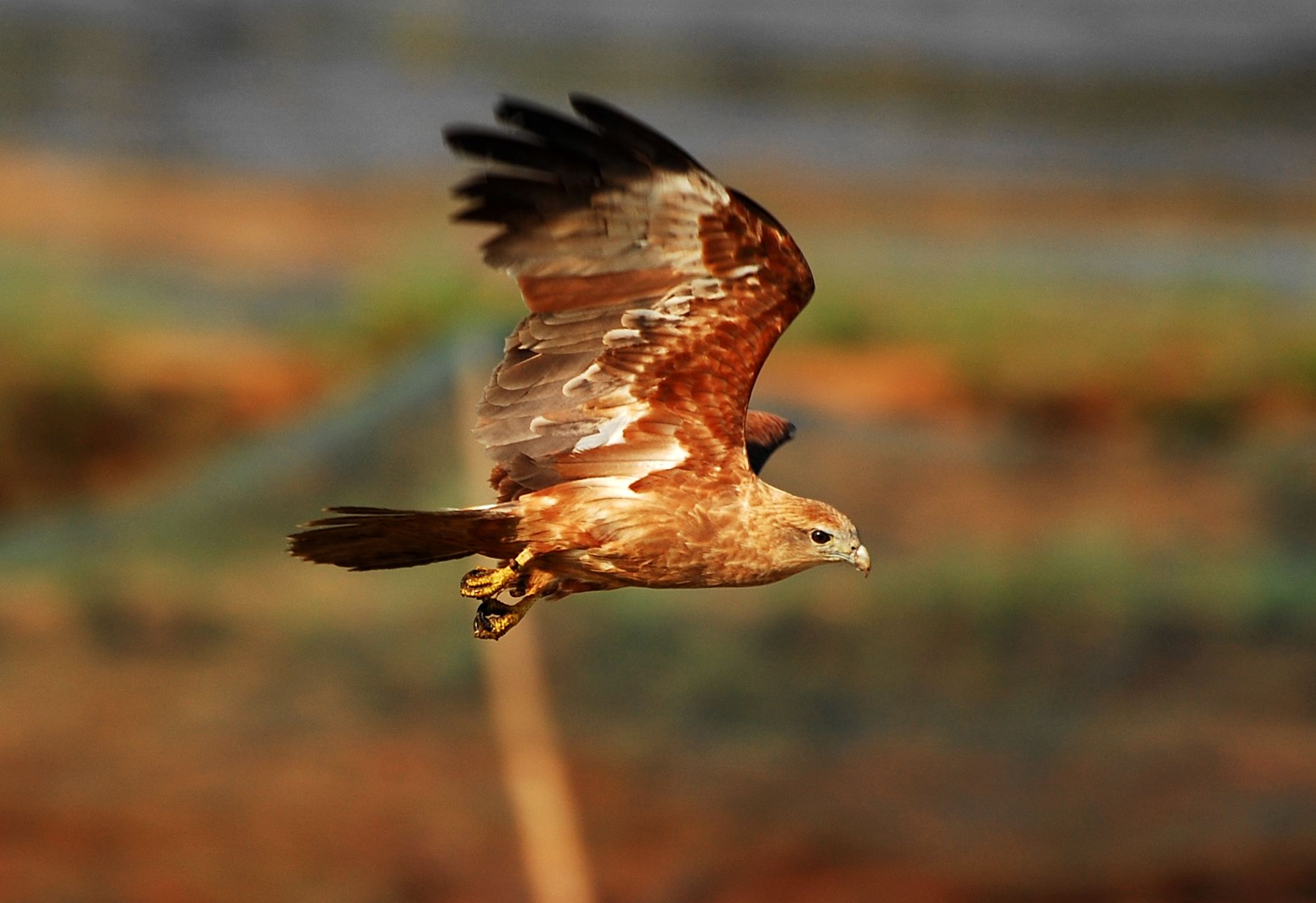
Nedospělý jedinec v indické Kérale
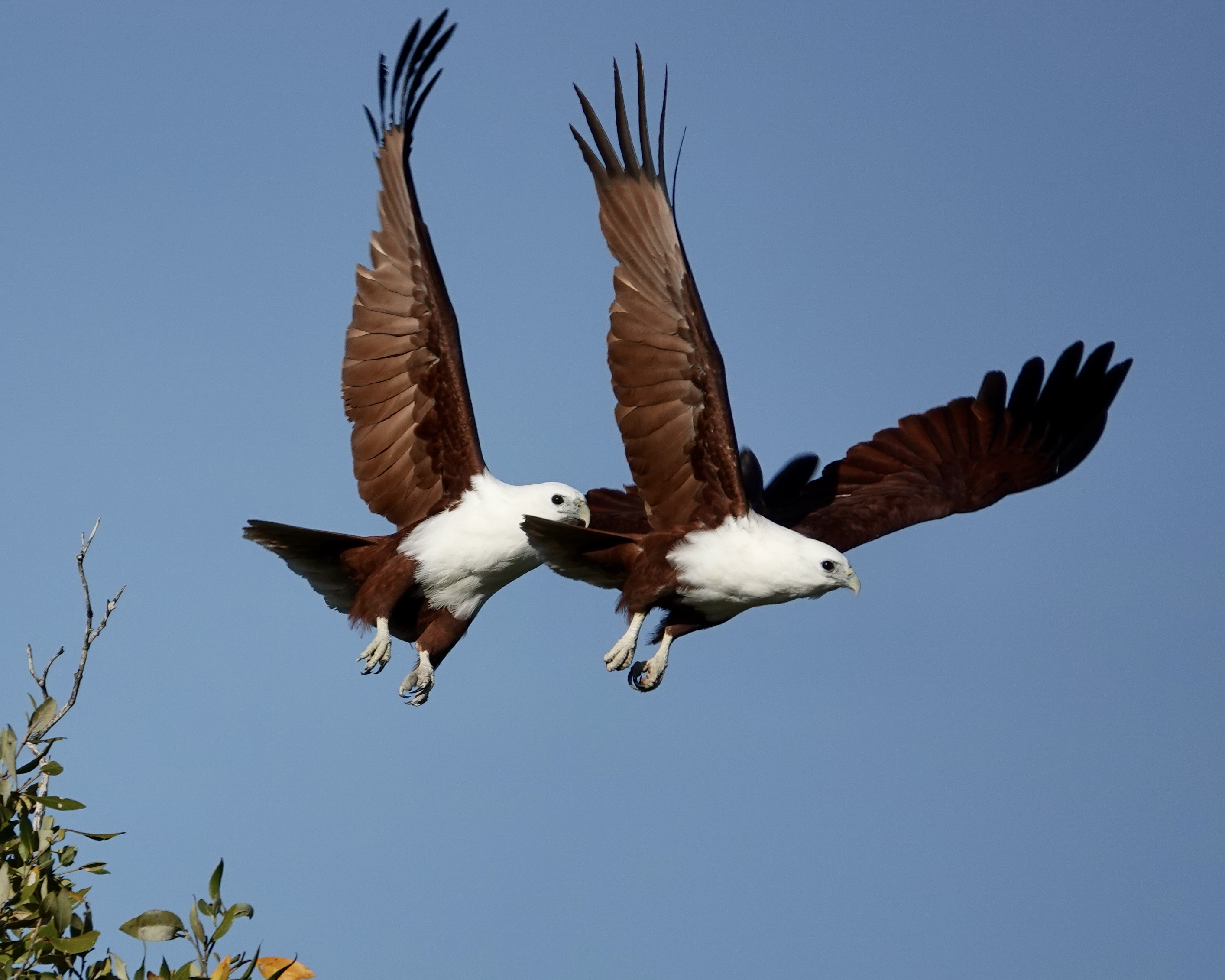
Letící pár
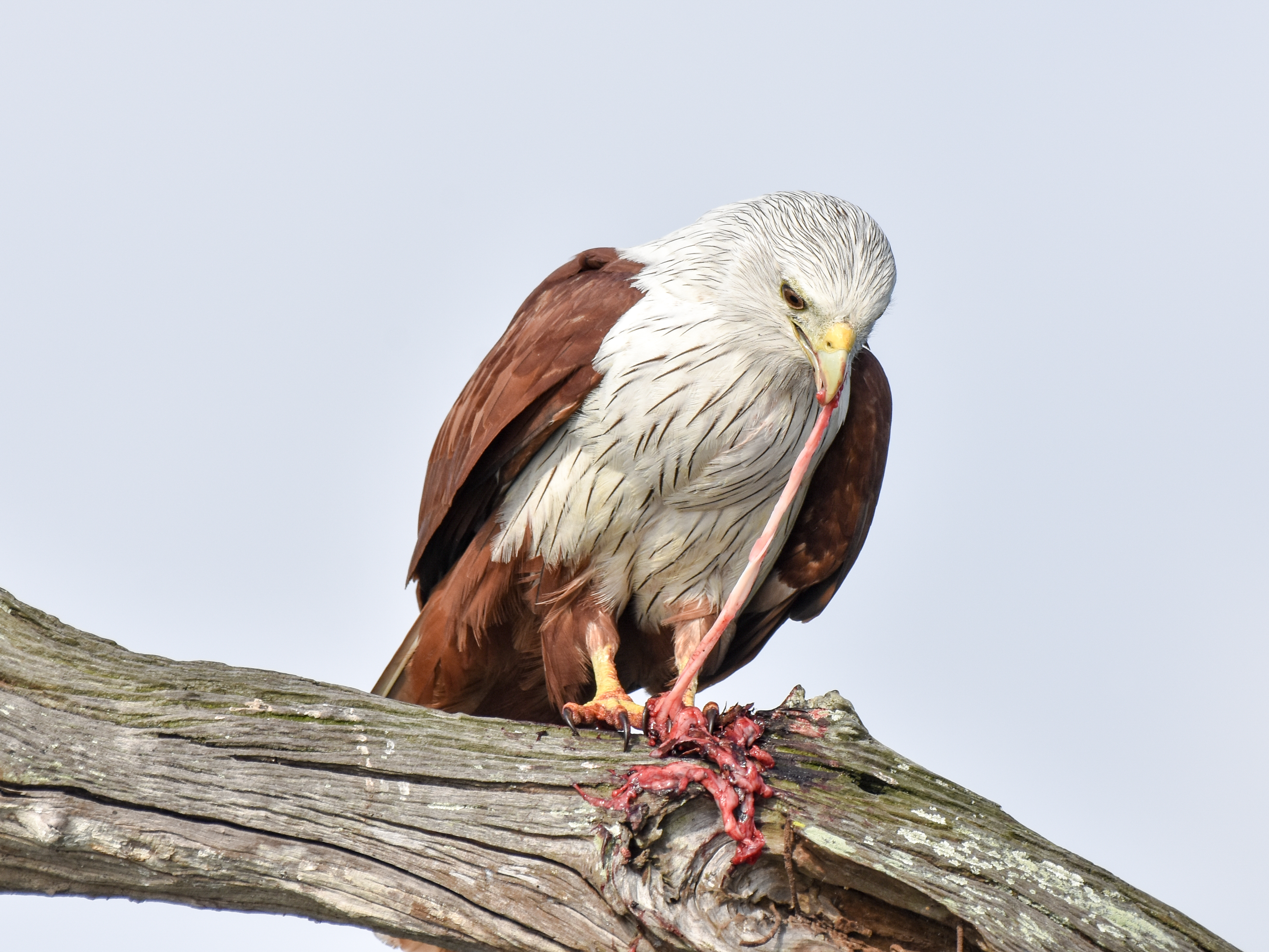
Krmící se pták v indické Karnátace
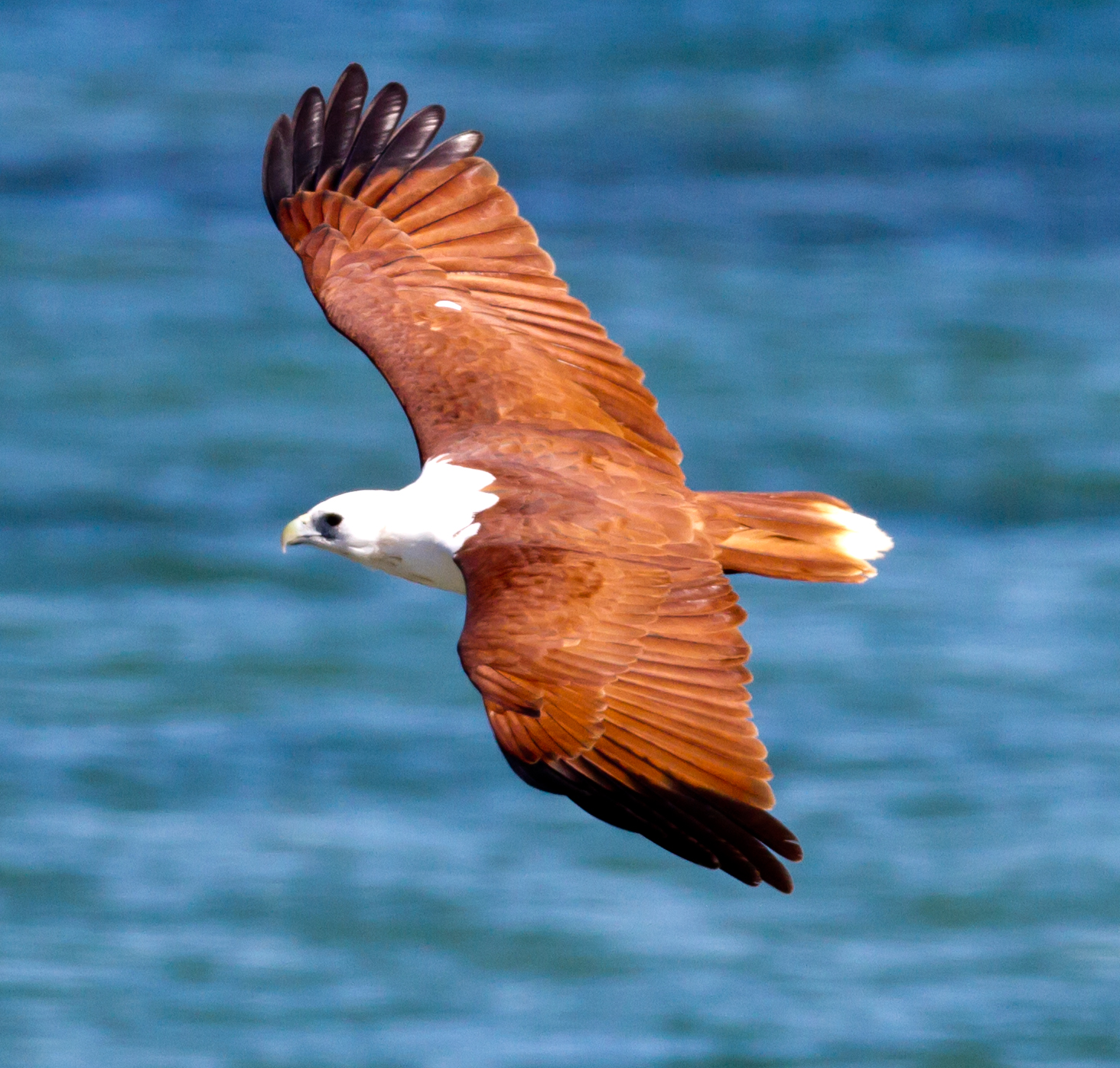
V letu nad Západní Austrálií
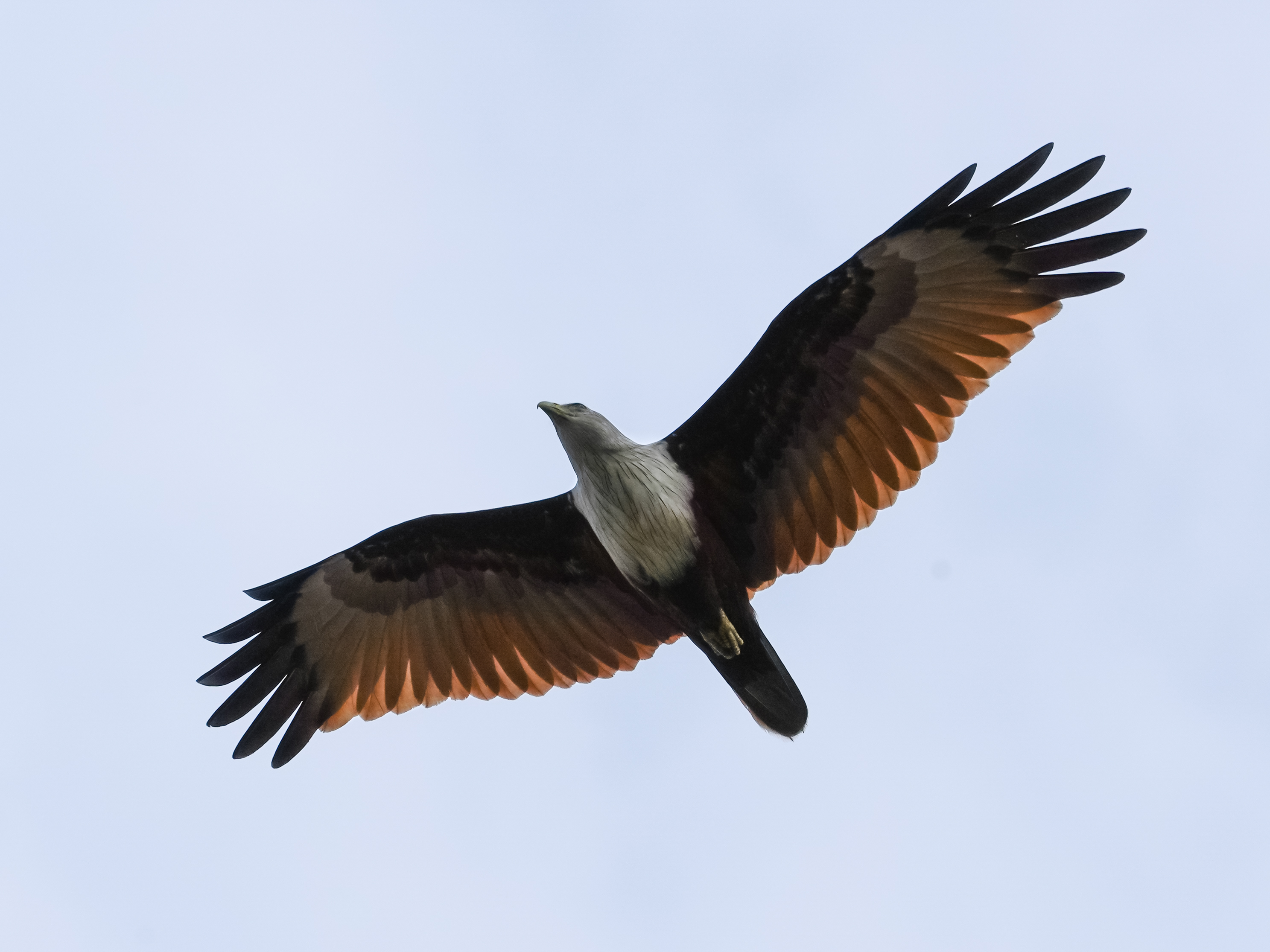
Silueta
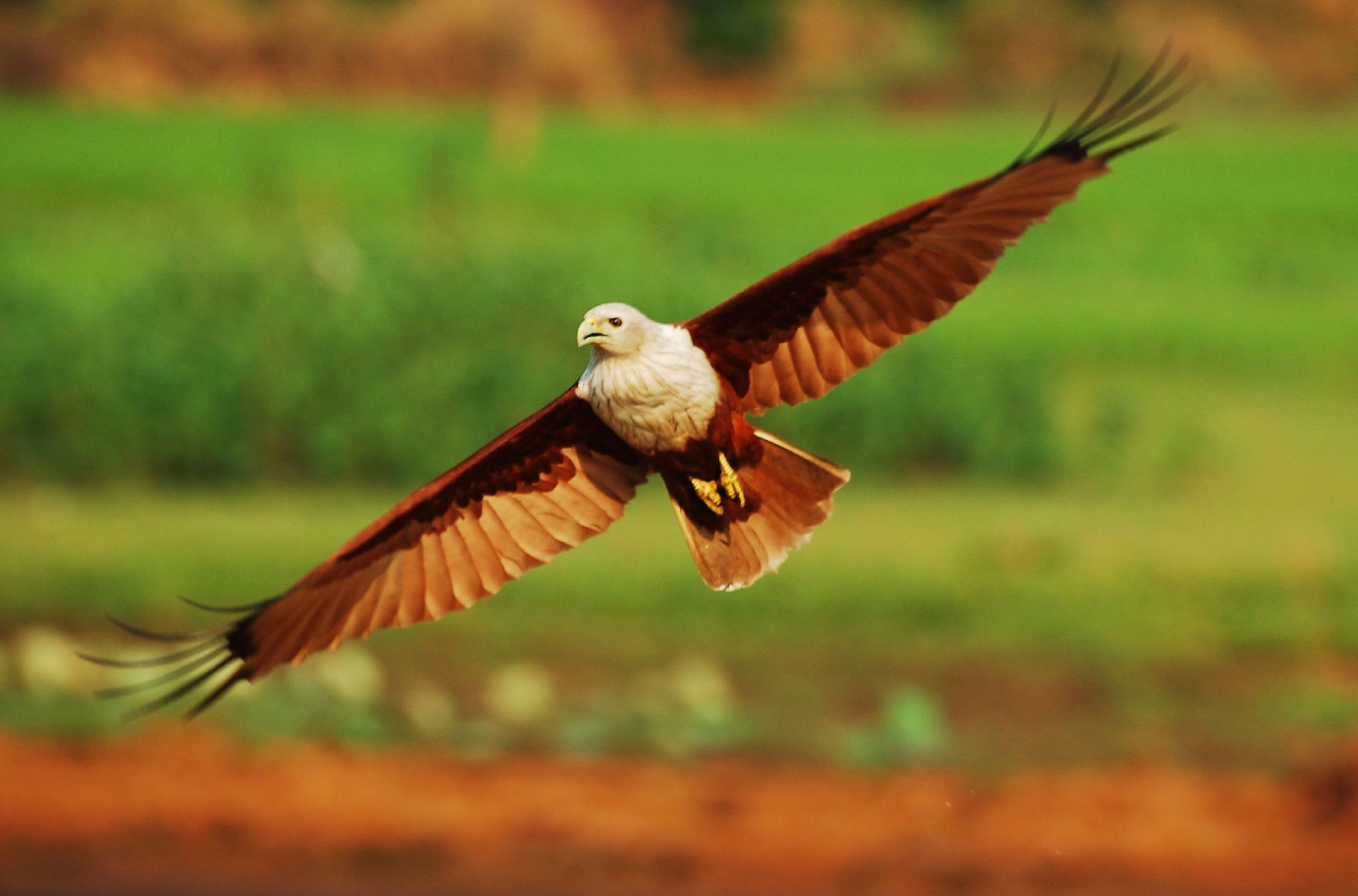
V letu
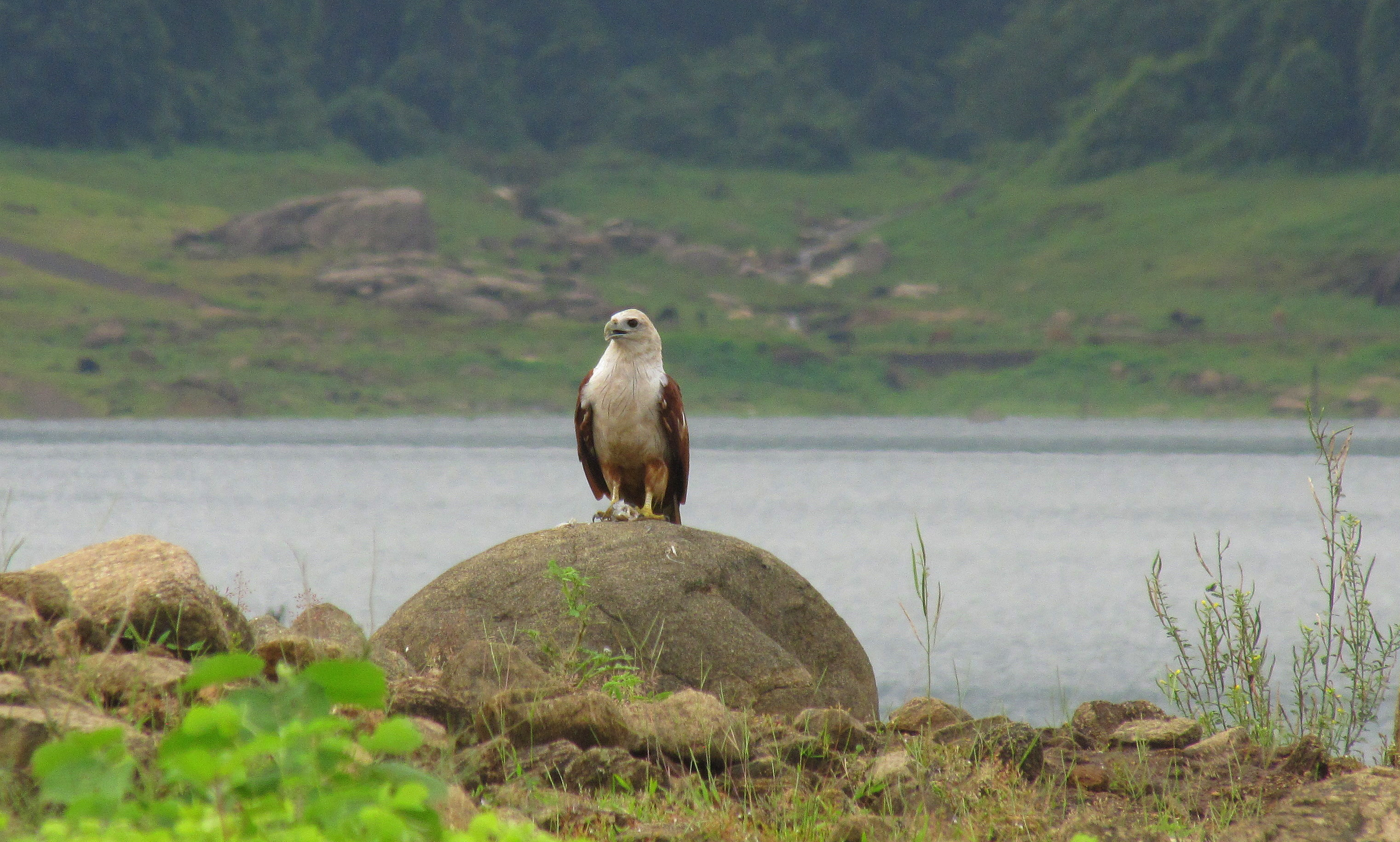
Dospělec v indickém Triššúru
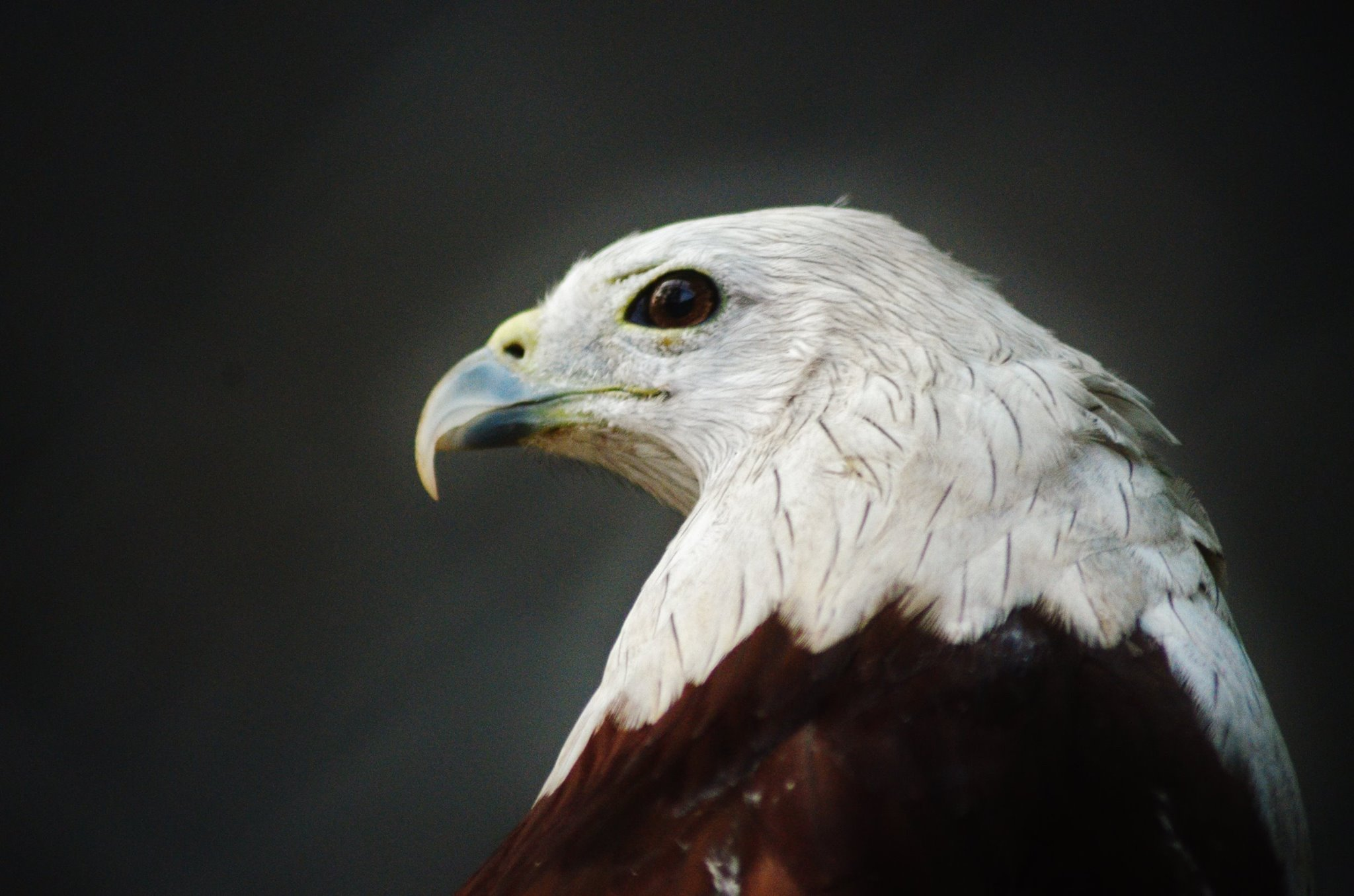
Detail hlavy